# Погорілець
Погорі́лець — село Калуського  району Івано-Франківської області. Входить до складу Спаської сільської громади.

## Населення

### Мова
Розподіл населення за рідною мовою за даними перепису 2001 року:
| Мова       | Кількість | Відсоток |
| ---------- | --------- | -------- |
| українська | 449       | 99.34%   |
| російська  | 3         | 0.66%    |
| Усього     | 452       | 100%     |

## Відомі люди
- Бойко Петро («Ох») — керівник охорони організаційного референта Подільського крайового проводу ОУН, лицар Бронзового хреста заслуги УПА. Загинув поблизу села.
- Депутат Володимир «Довбуш» — командир сотні УПА «Опришки», двічі відзначений Бронзовим хрестом бойової заслуги УПА, загинув у селі 3 жовтня 1946 року.[2]